# Метастарт
Метастарт (Метуастрат; др.-греч. Μεδούασταρτος, Μεθουάσταρτος) — предположительное имя царя Тира, захватившего престол в конце X века до н. э.

## Биография
О многих древних правителях Тира (в том числе, о Метастарте) известно только из одного источника: трактата Иосифа Флавия «Против Апиона». Тот сообщал, что эти данные содержались в труде историка Менандра Эфесского. В свою очередь, Менандр позаимствовал приводимые им свидетельства непосредственно из имевшихся в архивах Тира хроник. Однако в том месте, где сообщается о тирских царях рубежа X—IX веков до н. э., в сохранившихся копиях текста имеются разночтения. Из-за этого современные историки по-разному интерпретируют свидетельства Иосифа Флавия о ближайших преемниках царя Абдастарта.
По мнению ряда востоковедов, Метастарт был старшим из четырёх сыновей кормилицы правителя Тира Абдастарта. Он возглавил заговор против царя, убил его, и сам взошёл на престол. Метастарт правил двенадцать лет, а вслед за ним властью над Тиром владели и все его младшие братья: Астарт, Астарим и Фелет. Всего же правление убийц Абдастарта продолжалось двадцать два года. К правлению убийц Абдастарта иногда относят повествование Марка Юниан Юстина о восстании тирских рабов, убийстве ими всех знатных лиц города и последующем избрании на престол царя по имени Стратон. Однако эти события, скорее всего, произошли в эпоху персидского владычества над Финикией и связаны с царём Абдастартом II.
Однако подобное толкование этого фрагмента сочинения Иосифа Флавия не находит полной поддержки. По мнению части историков, упоминание о Метастарте — следствие ошибки переписчиков трактата «Против Апиона», принявших выражение «после них» (др.-греч. μεθ῏ οὕς) за имя Метастарт (др.-греч. Μεδούασταρτος). В действительности, имя того, кто убил царя Абдастарта, было не известно даже Менандру Эфесскому, так как это имя отсутствовало в тирских документах, с которыми тот работал. Вероятно, имя узурпатора было исключено из хроник ещё в момент их создания. Предполагается также, что все четыре сына кормилицы правили одновременно. Следующий же упоминаемый Иосифом Флавием монарх, Астарт, сын Деластарта, был не одним из братьев Метастарта, а родственником (возможно, внуком) убитого Абдастарта. Таким образом, с воцарением Астарта к власти в Тире возвратилась династия, основанная царём Абибаалом.
На основании данных Иосифа Флавия о времени возникновения Карфагена и ста пятидесяти пяти годах и восьми месяцах, отделявших это событие от восшествия на тирский престол царя Хирама I Великого, правление убийц Абдастарта датируется приблизительно концом X века до н. э. Однако так как в трудах античных авторов упоминаются две даты основания Карфагена (825 и 814 годы до н. э.), в работах современных историков даты правлений царей Тира, живших ранее середины IX века, не всегда синхронизированы. В качестве более точных дат правления преемника Абдастарта упоминаются различные периоды с 929 по 895 год до н. э. включительно.

## Комментарии
1. ↑  Фрагмент 18-й главы трактата «Против Апиона» в издании 1994 года[2]: 

…Абдастрат, который прожил двадцать девять лет и царствовал девять лет. Его погубили четверо его сыновей, составивших заговор. Старший из них царствовал двенадцать лет. Метусастарт Делеастарт прожил пятьдесят четыре года и правил двенадцать лет. После него его брат Астарим прожил пятьдесят четыре года и царствовал девять лет. Он был убит своим братом Фелитом, который, захватив власть, правил восемь месяцев и прожил всего пятьдесят лет.
2. ↑  Фрагмент 18-й главы трактата «Против Апиона» в переводе Б. А. Тураева[3]: 

…Абдастрат, живший 29 лет, царствовал 9 лет. Его убили, составив заговор, четыре сына его кормилицы. Старший из них царствовал 12 лет. 
 После них Астарт, сын Делеастарта, живший 54 года, царствовал 12 лет. 
 После него брат его Астарим живший 54 года, царствовал 9 лет. 
 Он погиб от руки своего брата Фелита который, захватив царство, властвовал 8 месяцев. Жил он 50 лет.
3. ↑  В некоторых списках трактата «Против Апиона» имя отца Астарта читается как Леастарт[9].